# Culpinia diffusa
Culpinia diffusa är en fjärilsart som beskrevs av Walker 1861. Culpinia diffusa ingår i släktet Culpinia och familjen mätare. Inga underarter finns listade i Catalogue of Life.